# جیمز شیگتا
جیمز شیگتا (انگلیسی: James Shigeta؛ ‏ ۱۷ ژوئن ۱۹۲۹ – ۲۸ ژوئیهٔ ۲۰۱۴) خواننده، نوازنده پیانو، هنرپیشه و صداپیشه اهل ایالات متحده آمریکا بود.
از فیلم‌هایی که وی در آن نقش داشته‌است، می‌توان به  مرگ در لاردو پرسه می‌زند، جان‌سخت، بورلی هیلز، ۹۰۲۱۰، گرگ آسمان، برادر، میدوی، افق گمشده، و قفس اشاره کرد.